# Saint-Même-les-Carrières
Saint-Même-les-Carrières és un municipi francès situat al departament del Charente i a la regió de la Nova Aquitània. L'any 2007 tenia 1.092 habitants.

## Demografia

### Població
El 2007 la població de fet de Saint-Même-les-Carrières era de 1.092 persones. Hi havia 448 famílies de les quals 100 eren unipersonals (44 homes vivint sols i 56 dones vivint soles), 168 parelles sense fills, 148 parelles amb fills i 32 famílies monoparentals amb fills.
La població ha evolucionat segons el següent gràfic:
Habitants censats

### Habitatges
El 2007 hi havia 539 habitatges, 455 eren l'habitatge principal de la família, 36 eren segones residències i 48 estaven desocupats. 511 eren cases i 23 eren apartaments. Dels 455 habitatges principals, 361 estaven ocupats pels seus propietaris, 74 estaven llogats i ocupats pels llogaters i 20 estaven cedits a títol gratuït; 2 tenien una cambra, 15 en tenien dues, 56 en tenien tres, 113 en tenien quatre i 269 en tenien cinc o més. 354 habitatges disposaven pel capbaix d'una plaça de pàrquing. A 194 habitatges hi havia un automòbil i a 215 n'hi havia dos o més.

### Piràmide de població
La piràmide de població per edats i sexe el 2009 era:
| Homes | Edats   | Dones |
| ----- | ------- | ----- |
| 0     | 95 o +  | 0     |
| 0     | 90 a 94 | 0     |
| 0     | 85 a 89 | 16    |
| 20    | 80 a 84 | 12    |
| 16    | 75 a 79 | 20    |
| 32    | 70 a 74 | 20    |
| 44    | 65 a 69 | 40    |
| 24    | 60 a 64 | 36    |
| 24    | 55 a 59 | 32    |
| 40    | 50 a 54 | 40    |
| 36    | 45 a 49 | 40    |
| 36    | 40 a 44 | 32    |
| 56    | 35 a 39 | 24    |
| 40    | 30 a 34 | 52    |
| 24    | 25 a 29 | 28    |
| 36    | 20 a 24 | 20    |
| 20    | 15 a 19 | 20    |
| 16    | 10 a 14 | 16    |
| 20    | 5 a 9   | 36    |
| 8     | 0 a 4   | 44    |

## Economia
El 2007 la població en edat de treballar era de 672 persones, 471 eren actives i 201 eren inactives. De les 471 persones actives 423 estaven ocupades (241 homes i 182 dones) i 49 estaven aturades (20 homes i 29 dones). De les 201 persones inactives 83 estaven jubilades, 44 estaven estudiant i 74 estaven classificades com a «altres inactius».

### Ingressos
El 2009 a Saint-Même-les-Carrières hi havia 444 unitats fiscals que integraven 1.084,5 persones, la mediana anual d'ingressos fiscals per persona era de 16.472 €.

### Activitats econòmiques
Dels 55 establiments que hi havia el 2007, 2 eren d'empreses extractives, 3 d'empreses alimentàries, 6 d'empreses de fabricació d'altres productes industrials, 14 d'empreses de construcció, 12 d'empreses de comerç i reparació d'automòbils, 2 d'empreses de transport, 4 d'empreses d'hostatgeria i restauració, 2 d'empreses immobiliàries, 2 d'empreses de serveis, 5 d'entitats de l'administració pública i 3 d'empreses classificades com a «altres activitats de serveis».
Dels 19 establiments de servei als particulars que hi havia el 2009, 1 era una oficina de correu, 2 tallers de reparació d'automòbils i de material agrícola, 3 paletes, 3 fusteries, 3 lampisteries, 1 electricista, 2 perruqueries, 2 restaurants i 2 agències immobiliàries.
Dels 5 establiments comercials que hi havia el 2009, 1 era una botiga de menys de 120 m², 2 fleques, 1 una botiga d'equipament de la llar i 1 una floristeria.
L'any 2000 a Saint-Même-les-Carrières hi havia 29 explotacions agrícoles que ocupaven un total de 616 hectàrees.

## Equipaments sanitaris i escolars
L'únic equipament sanitari que hi havia el 2009 era una farmàcia.
El 2009 hi havia una escola elemental.

## Poblacions més properes
El següent diagrama mostra les poblacions més properes.